# Mohamed Ennaceur

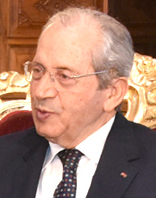
Mohamed Ennaceur

Mohamed Ennaceur (Arabisch: محمد الناصر;) (El Djem, 21 maart 1934) is een Tunesisch diplomaat en politicus. Hij was minister van Sociale Zaken in de regering van president Habib Bourguiba in de jaren 1970 en 1980 en opnieuw in 2011 in de overgangsregeringen van Mohamed Ghannouchi en Beji Caid Essebsi. In 2014 werd hij de voorzitter van het Tunesische parlement. Hij is lid van de partij Nidaa Tounes en was korte tijd interim-partijleider. Na de dood van president Essebsi was hij van 25 juli tot 23 oktober 2019 als voorzitter van het parlement conform de grondwettelijke bepalingen waarnemend president van Tunesië.

## Biografie
Mohamed Ennaceur studeerde aan het Institut des hautes études de Tunis en promoveerde in sociaal recht aan de Parijse Sorbonne. Hij bekleedde tussen 1963 en 2000 verschillende functies bij intergouvernementele en internationale organisaties als UNICEF, UNRISD (het VN-onderzoeksinstituut voor sociale ontwikkeling), de Wereldhandelsorganisatie en de Verenigde Naties.
In de Tunesische binnenlandse politiek was Ennaceur in 1972 en 1973 gouverneur van Sousse. Hij was in de jaren 1970 en 1980 minister van Sociale Zaken in de regering van president Habib Bourguiba, en had deze positie in 2011 opnieuw in de overgangsregeringen van Mohamed Ghannouchi en Beji Caid Essebsi.
Sinds 2000 was hij ook actief als sociaal auditor en internationaal consultant.
Op 9 februari 2014 trad hij toe tot de partij Nidaa Tounes, waar hij tot vicevoorzitter werd benoemd. Op 4 december 2014 werd hij verkozen tot voorzitter van het Tunesische parlement met 176 van de 217 stemmen en werd daarmee de eerste parlementsvoorzitter na de goedkeuring van de nieuwe grondwet. Van 31 december 2018 tot 28 mei 2019 was hij interim-voorzitter van Nidaa Tounes; hij werd opgevolgd door Selma Elloumi Rekik als hoofd van de partij.
Op 25 juli 2019 werd Ennaceur na de dood van president Essebsi in overeenstemming met de bepalingen van de grondwet voor een periode van maximaal 90 dagen waarnemend president waarna hij werd opgevolgd door Abdelfattah Mourou als voorzitter van het parlement (tijdelijk).
Ennaceur werd op 23 oktober 2019 opgevolgd door Kais Saied, de winnaar van de presidentsverkiezingen.

## Persoonlijk leven
Mohamed Ennaceur is getrouwd met Siren Mønstre, een Noorse afkomstig uit de stad Bergen. Ze ontmoetten elkaar toen ze studenten waren in Parijs. Ze hebben samen vijf kinderen.